# Friedhelm Heinrich
Friedhelm Horst Rudi Heinrich (* 30. April 1939 in Hinternah; † 7. September 2014 in Freiberg) war ein deutscher Physiker und Hochschullehrer.

## Leben
Heinrich legte 1957 in Schleusingen das Abitur ab. Anschließend studierte er Physik an der TH Dresden, 1962 erwarb er das Diplom. Er arbeitete danach an der Arbeitsstelle für Geomechanik in Freiberg und ab 1966 als wissenschaftlicher Mitarbeiter am Institut für Bergbau und Geomechanik der Bergakademie Freiberg. 1978 wurde er zum Dr.-Ing. promoviert. Im Jahr 1993 berief ihn die TU Bergakademie Freiberg zum Professor für Gebirgs- und Felsmechanik, von 1998 bis 2000 wirkte er als Prodekan der Fakultät für Geowissenschaften, Geotechnik und Bergbau der TU Bergakademie. 2005 wurde er emeritiert. Am 7. September 2014 starb Friedhelm Heinrich in Freiberg.

## Veröffentlichungen (Auswahl)
- Beitrag zur Beurteilung der Stabilität von Abbauen und Strecken im Gangerzbergbau bei steiler Lagerung. Dissertation, 1978.

## Ehrungen
- Wissenschaftspreis Stufe I der Bergakademie Freiberg (1989)[1]
- Ehrenkolloquium anlässlich seines 65. Geburtstages (2004)[2]